# 阿塔卡馬鹽沼

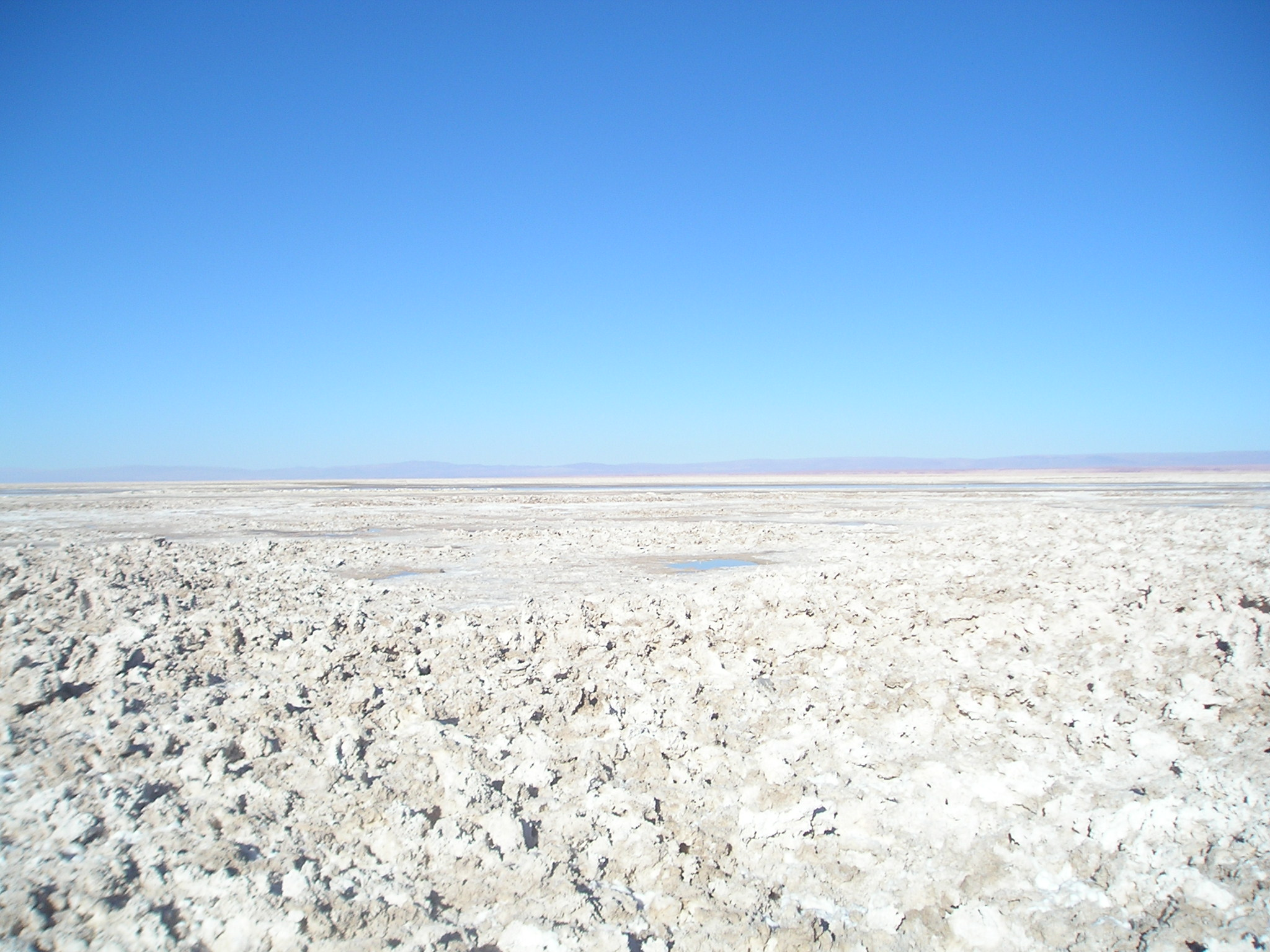
阿塔卡馬鹽沼

阿塔卡馬鹽沼是智利最大的鹽沼，面積3,000平方公里，長約100公里，闊約80公里，是美洲和全世界第二大的鹽沼，排在面積10,582平方公里的烏尤尼鹽沼之後，平均海拔2,300米，鋰蘊藏量佔全球27%。